# Inodrillia carpenteri
Inodrillia carpenteri är en snäckart som beskrevs av Addison Emery Verrill och S. Smith 1880. Inodrillia carpenteri ingår i släktet Inodrillia och familjen Turridae. Inga underarter finns listade i Catalogue of Life.